# Ithaca (New York)
Ithaca er en by i delstaten New York i USA med 32.108 (2020) indbyggere. Byen ligger ved Cayuga Lake omkring fire timers kørsel fra New York City. 
Byen er præget af de mange studerende på Cornell University og Ithaca College. Efter sigende skulle det være den amerikanske by med flest barer per indbygger.[kilde mangler] Byen er gennemskåret af utallige klippeslugter med vandløb, der ender i Cayuga Lake. Det har inspireret til byens slogan: 'Ithaca is gorges'.